# Hypertyreóza

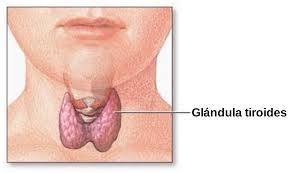
Štítná žláza

Hypertyreóza je endokrinní onemocnění (endokrinní = s vnitřním vyměšováním), tedy onemocnění štítné žlázy. Při tomto onemocnění vylučuje štítná žláza více hormonů (tyroxinu a trijodtyronin), než je v normě. Jde tedy o zvýšenou činnost štítné žlázy (hyper = z latiny nadmíra, přebytek). Toto onemocnění postihuje přibližně 2 % populace, zejména se vyskytuje u žen. Nejčastějším projevem bývá zvětšení štítné žlázy (tzv. struma – vole). Mezi další časté příznaky patří bušení srdce, nervozita, nespavost, zvýšený krevní tlak. Obvykle se léčí pomocí léků, které sníží produkci hormonů štítné žlázy. Nejčastější příčinou hypertyreózy je primární postižení štítné žlázy, nebo se zejména u mladších osob vyskytuje autoimunitní onemocnění Gravesova-Basedowova nemoc, která způsobuje zvýšení produkce hormonů štítné žlázy. Snížená činnost štítné žlázy je hypotyreóza.

## Příznaky

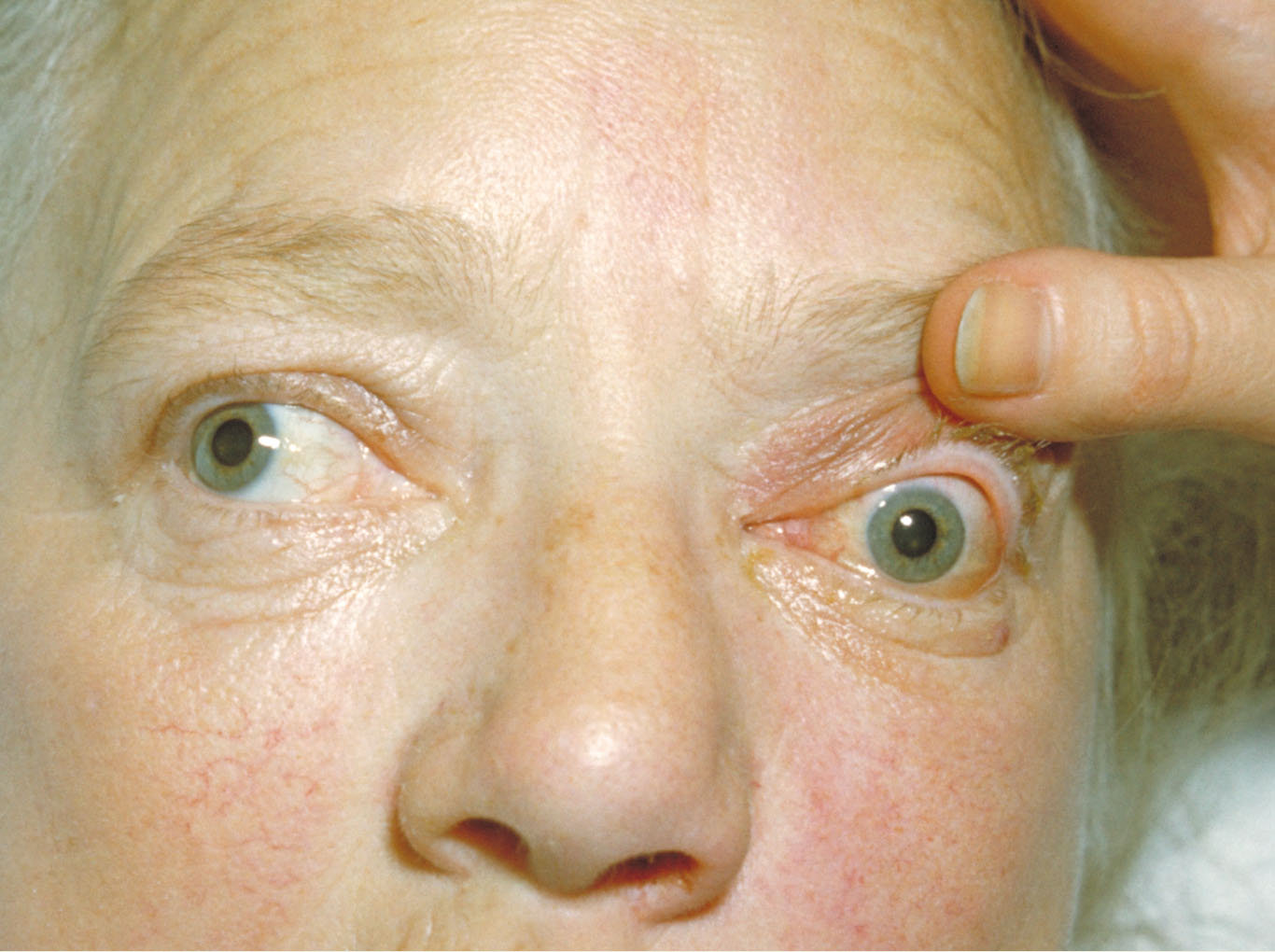
Exoftalmus

Pro hypertyreózu je několik typických příznaků. Mezi nejčastější patří zjevné zvětšení štítné žlázy, které se nazývá struma nebo také vole. Dále tuto nemoc doprovází bušení srdce, zvýšený krevní tlak a někdy může vést až k arytmii. Mezi další příznaky patří vysoká únava, ospalost, nervozita, nesnášenlivost tepla, klidový třes (prsty rukou, oční víčka). U žen se může vyskytovat porucha menstruačního cyklu, u mužů poruchy potence. Kůže pacientů je ve většině případů jemná, teplá, nadměrně vylučuje pot, vlasy jsou jemné a slabé, někdy může dojít k jejich vypadávání.
Kvůli zvýšenému metabolismu, který je způsoben nadměrnou produkcí hormonů tyroxin a trijodtyronin, dochází k úbytku hmotnosti a pacienti častěji pociťují hlad. Tento hlad může u 5% lidí vést ke zvýšení hmotnosti. U dlouhodobé hypertyreózy se může projevit osteoporóza.
Problémy s očima jsou další příznak hypertyreózy. Často dochází k pálení a řezání v oku, bolest na zadní straně oka, nadměrné vystupování očních bulbů z očnic, kvůli kterému dochází k vysychání rohovky. Dále se objevuje nadměrné slzení a pálení očí. V krajních případech může dojít k chabnutí očních svalů.

## Příčiny

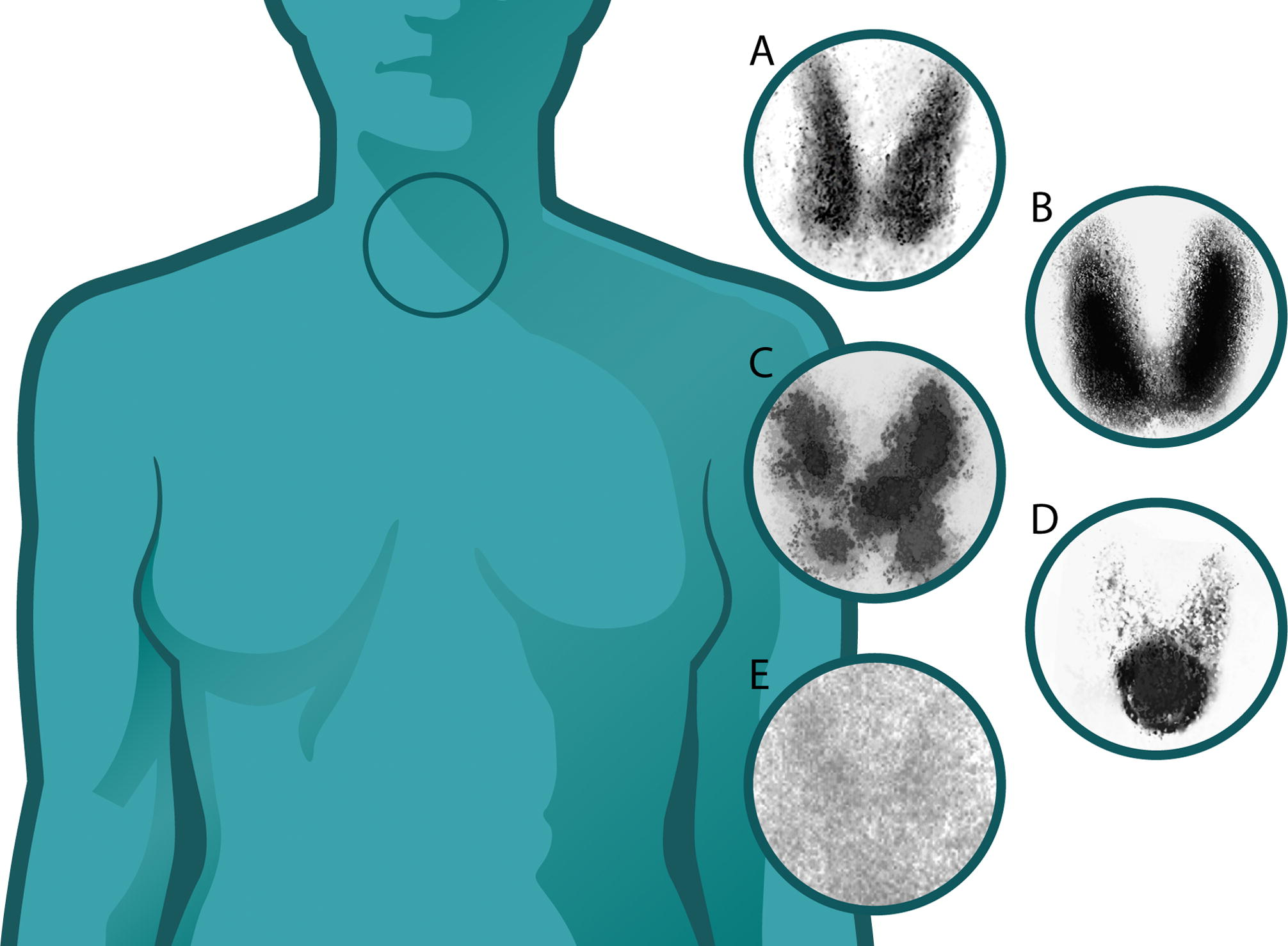
Různé typy uzlů na štítné žláze

Nejčastější příčinou hypertyreózy je primární poškození štítné žlázy. Může být způsobena polynodózní (mnohouzlová) strumou, předávkováním jodem nebo toxickým adenomem. Pokud pacient trpí Gravesovou-Basedowovou chorobou, jsou v těle tvořeny protilátky, které vyvolávají produkci hormonů štítné žlázy. Gravesova-Basedowova choroba je autoimunitní onemocnění, které způsobuje tvorbu látek, které podporuji tvorbu tyroxinu a trijotyroninu a tím pádem zvyšují jejich vylučování do krve. Následně je značně zrychlen metabolismus a dýchání.
Pokud jsou ve štítné žláze přítomny uzly, nemusí mít žádný vliv na funkci štítné žlázy. Někdy se ale mohou zaktivovat a poté podporuji produkci hormonů. Příčiny změny uzlů na aktivní není zatím objasněna.

## Diagnóza

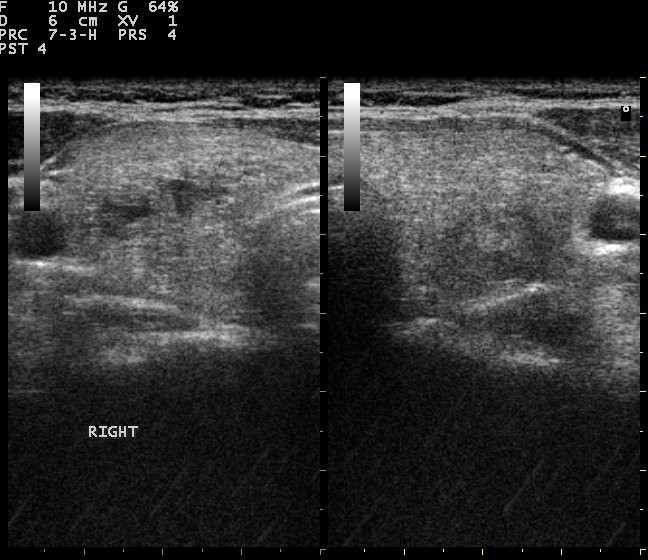
Ultrazvuk štítné žlázy

Pacient musí při podezření na hypertyreózu podstoupit vyšetření hormonů v krvi. Nejprve se zkoumá množství TSH (tyreoidální stimulační hormon), který je produkován ve hypofýze, neboli podvěsku mozkovém. Tohoto hormonu je při hypertyreóze v krvi malé množství. TSH je hormon, který stimuluje transport jodu ke štítné žláze.
Dále se sleduje množství volného tyroxinu a trijodtyroninu v krvi. Tyto hormony zvyšují metabolismus a tudíž i spotřebu kyslíku. Při podezření na Gravesovu-Basedowovu chorobu se zkoumá hladina protilátek TRAK a TROAb.
Při dalších vyšetřeních pacient podstupuje sonografii štítné žlázy, při kterém se zjišťují uzly a útvary ve štítné žláze mimo normu. Tyto útvary musí být včas podchyceny a pravidelně kontrolovány lékařem, aby nedošlo k rakovině štítné žlázy.

## Léčba

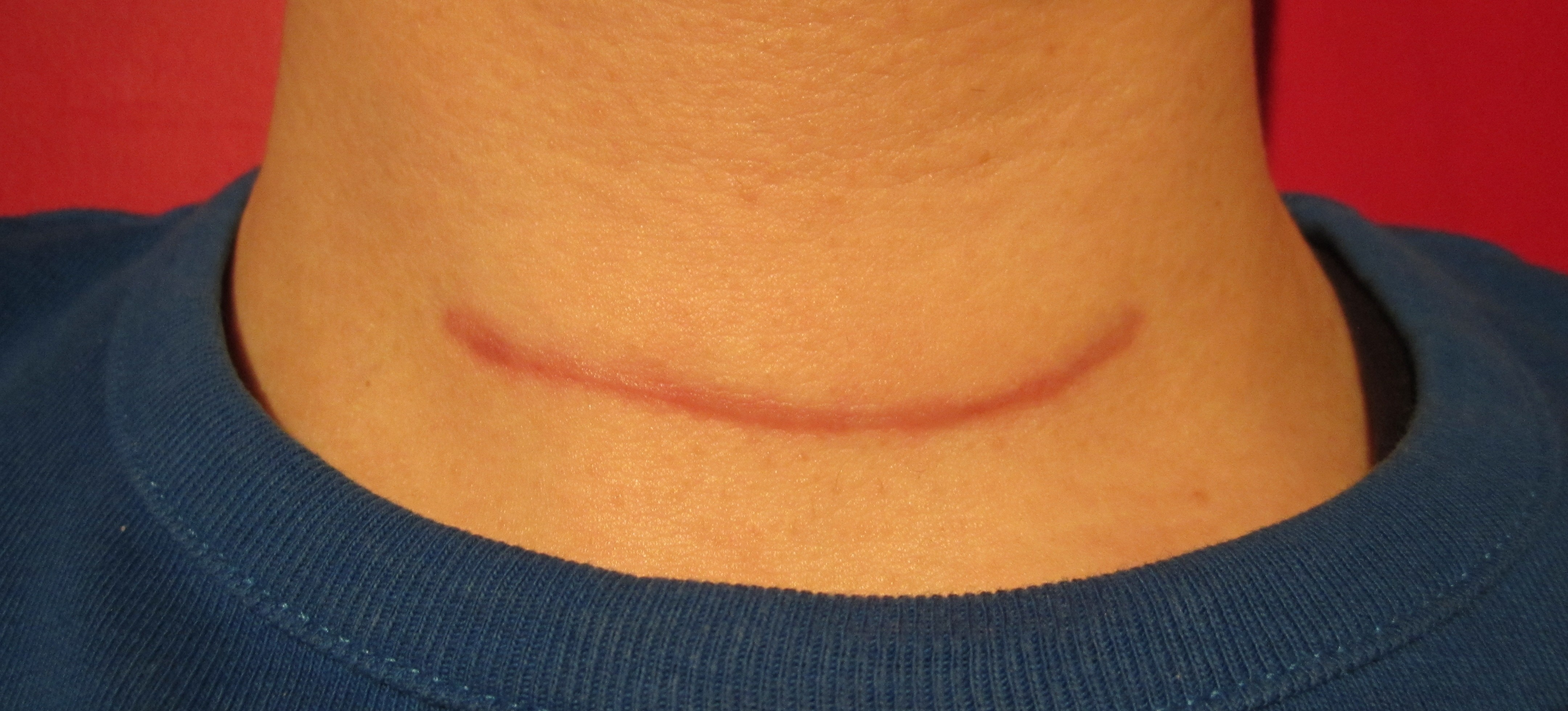
Jizva 2 měsíce po operaci štítné žlázy

Léčba hypertyreózy má dvě fáze. V první fázi jde o počáteční zklidnění. Při ní se podávají léky snižující produkci hormonů štítné žlázy. Tato léčiva se nazývají tyreostatika. Ze začátku je podávána vysoká dávka, která se po čase snižuje v závislosti na zdravotním stavu.
Souběžně s podáváním tyreostatik se podávají léky na zklidnění srdeční činnosti, tzv. betablokátory.
Důležité je, aby pacient ze začátku léčby omezil fyzickou činnost a byl v psychické rovnováze a nebyl vystavován stresovým situacím. Nutností jsou pravidelné návštěvy lékaře.
Druhá fáze je definitivní řešení hypertyreózy. Řeší se buď operativně, nebo pomocí radiojodu. V dnešní době se provádí totální odstranění štítné žlázy. Rizikem této operace je poškození hlasivek, které se projevuje celoživotním chrapotem. Po této operaci, kdy je celá štítná žláza odstraněna, musí pacient do těla dostávat hormony pomocí tabletek. V některých případech není vhodná operace, tudíž je pacientovi doporučeno podstoupit léčbu radiojodem. Tato léčba je velice rozšířena v USA, ale v České republice se příliš neprovádí.
Při akutní tyreotoxické krizi se podává jód, který snižuje uvolňování hormonů ze štítné žlázy. Dále se také jód používá před operací štítné žlázy, jelikož také snižuje prokrvení štítné žlázy.
Pacient, který se někdy léčil s hypertyreózou, by měl pravidelně navštěvovat endokrinologa, který bude provádět průběžná vyšetření, aby vyloučil navrácení nemoci nebo naopak po odstranění štítné žlázy k hypotyreózy.